# Cerkiew św. Dymitra w Sakach
Cerkiew pod wezwaniem św. Dymitra – prawosławna cerkiew parafialna w Sakach. Należy do dekanatu Kleszczele diecezji warszawsko-bielskiej Polskiego Autokefalicznego Kościoła Prawosławnego. Służy również miejscowemu monasterowi św. Dymitra.

## Historia
Pierwsza cerkiew w Sakach została zbudowana prawdopodobnie w XV w. Świątynia ta uległa zniszczeniu w wyniku pożaru. Na jej miejsce sprowadzono w 1595 świątynię z Dubicz Cerkiewnych, która również spłonęła.
Obecna cerkiew została wzniesiona pod koniec XVIII w.; ufundowana przez miejscowy szlachecki ród Sakowskich. Od początku była świątynią filialną parafii Opieki Matki Bożej w Dubiczach Cerkiewnych. Nabożeństwa w cerkwi odprawiano tylko w uroczystość patronalną. Pod koniec lat 80. XIX w. świątynię wyremontowano, wyposażono w nowy ołtarz oraz ikonostas z cerkwi w Dubiczach Cerkiewnych. W 1889 obok cerkwi wzniesiono dzwonnicę. Świątynię konsekrowano 26 października 1890; od tego czasu cerkiew zaczęła być częściej użytkowana (co najmniej 4 razy w roku). 
W latach 50. XX w. cerkiew została znacznie rozbudowana, wykonano też nowe, blaszane pokrycie dachu. W 1990 wymieniono materiał budowlany ścian, dach pokryto gontem i umieszczono na głównej kopule żelazny krzyż. Kolejny remont cerkwi przeprowadzono w latach 2009–2013 (odnowiono wnętrze, wymieniono instalację elektryczną, zamontowano nowe krzyże i kopuły, naprawiono schody). Cerkiew została ponownie poświęcona 26 maja 2016; konsekracji dokonał metropolita warszawski i całej Polski Sawa.
Od 1992 cerkiew św. Dymitra jest świątynią parafialną.
Miejsce, w którym stoi cerkiew – wzniesienie pokryte lasem sosnowym – przypomina św. Górę Grabarkę. U podnóża znajduje się źródło – studnia. Czynny cmentarz wokół świątyni pełen jest starych krzyży i nowych nagrobków. Został założony w XVIII wieku i ma powierzchnię 0,67 ha. 

## Architektura
Budowla drewniana, konstrukcji zrębowej, szalowana, na planie wydłużonego prostokąta z pięciobocznie zamkniętym prezbiterium. Dwie zakrystie od wschodu i kruchta z gankiem od zachodu. Posiada dwa wejścia: główne od zachodu przez kruchtę i boczne przez aneks od północy. Podwalina najstarszej części świątyni ułożona jest na kamieniach. Dachy cerkwi kryte gontem. Nad kruchtą kopułka. Nad nawą czworoboczna wieżyczka zwieńczona namiotowym daszkiem z kopułką.
Stojąca oddzielnie drewniana dzwonnica na planie kwadratu, o konstrukcji słupowej, z czterospadowym dachem krytym gontem, wybudowana w XIX w.
We wnętrzu cerkwi znajduje się ikonostas, a za nim w trójbocznym zamknięciu ołtarz z ikoną św. Dymitra. Ikony w ikonostasie rozmieszczone są według kanonu: czterech Ewangelistów (królewskie wrota), Ostatnia Wieczerza (w zwieńczeniu), Archidiakon Męczennik Stefan i Archidiakon Michał (Wrota Diakońskie), Święci Apostołowie Piotr i Paweł nad nimi. W nawie na ścianach bocznych nowsze ikony św. Jana Chrzciciela i św. Proroka Eliasza. W czasie remontu wnętrza cerkwi (ukończonego w 2016) dokonano wymiany ikonostasu – nowy wykonano w Salonikach, a ikony w nim umieszczone napisano na Świętej Górze Athos.
Cerkiew, dzwonnicę i cmentarz wpisano do rejestru zabytków 7 grudnia 1994 pod nr A-97.

## Galeria

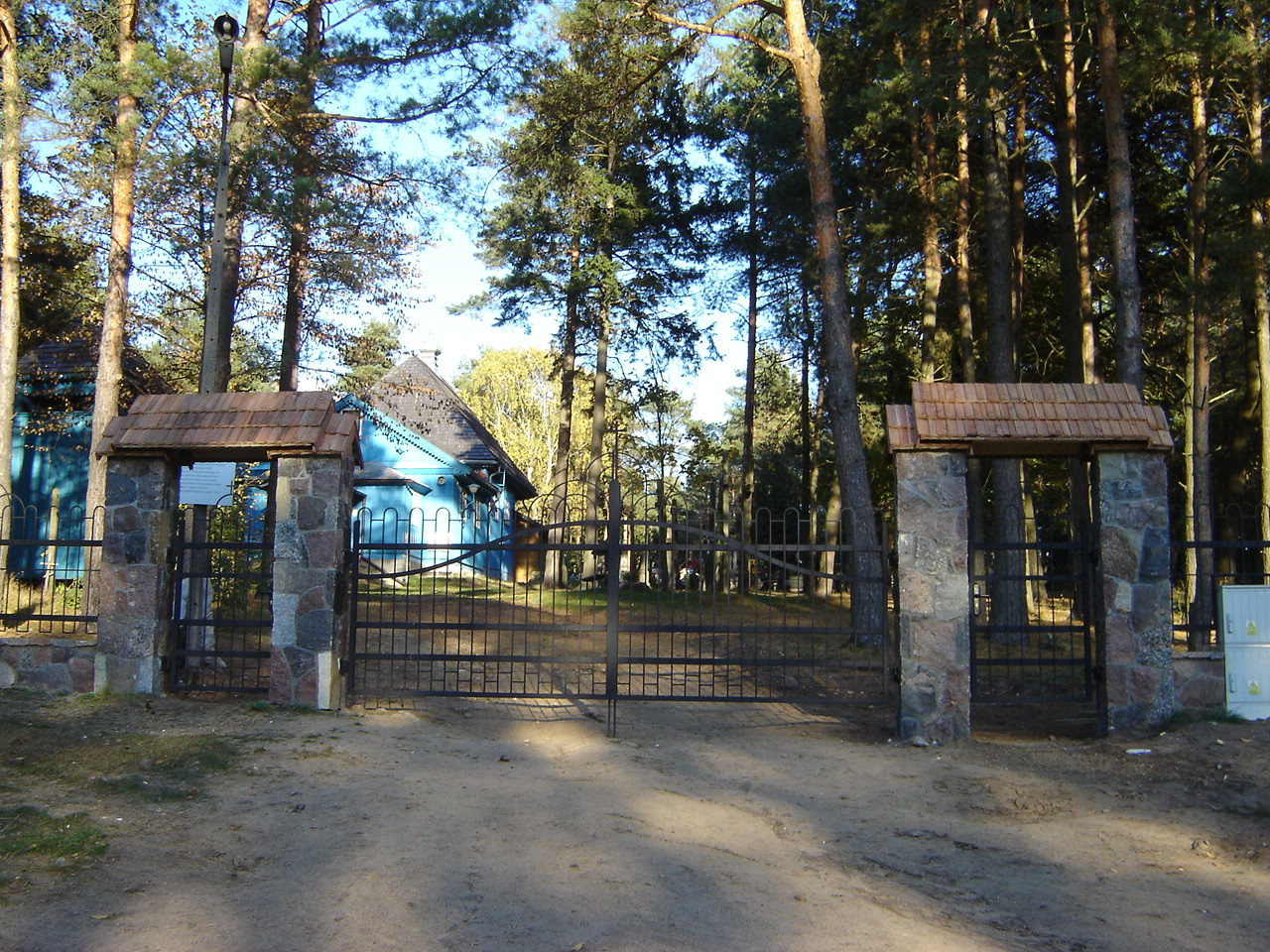
Brama cmentarna (nowa)
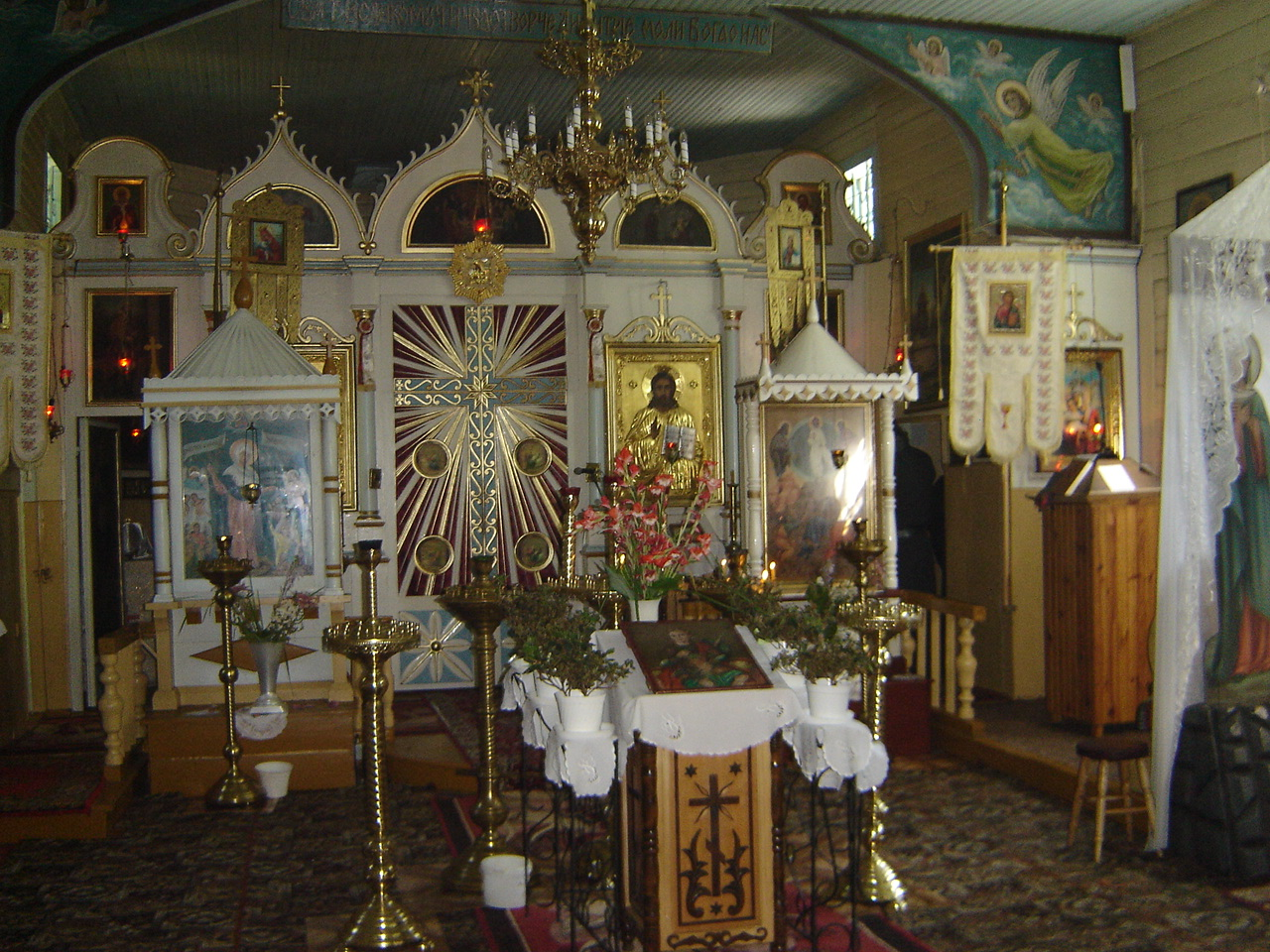
Wnętrze cerkwi – widok na dawny ikonostas
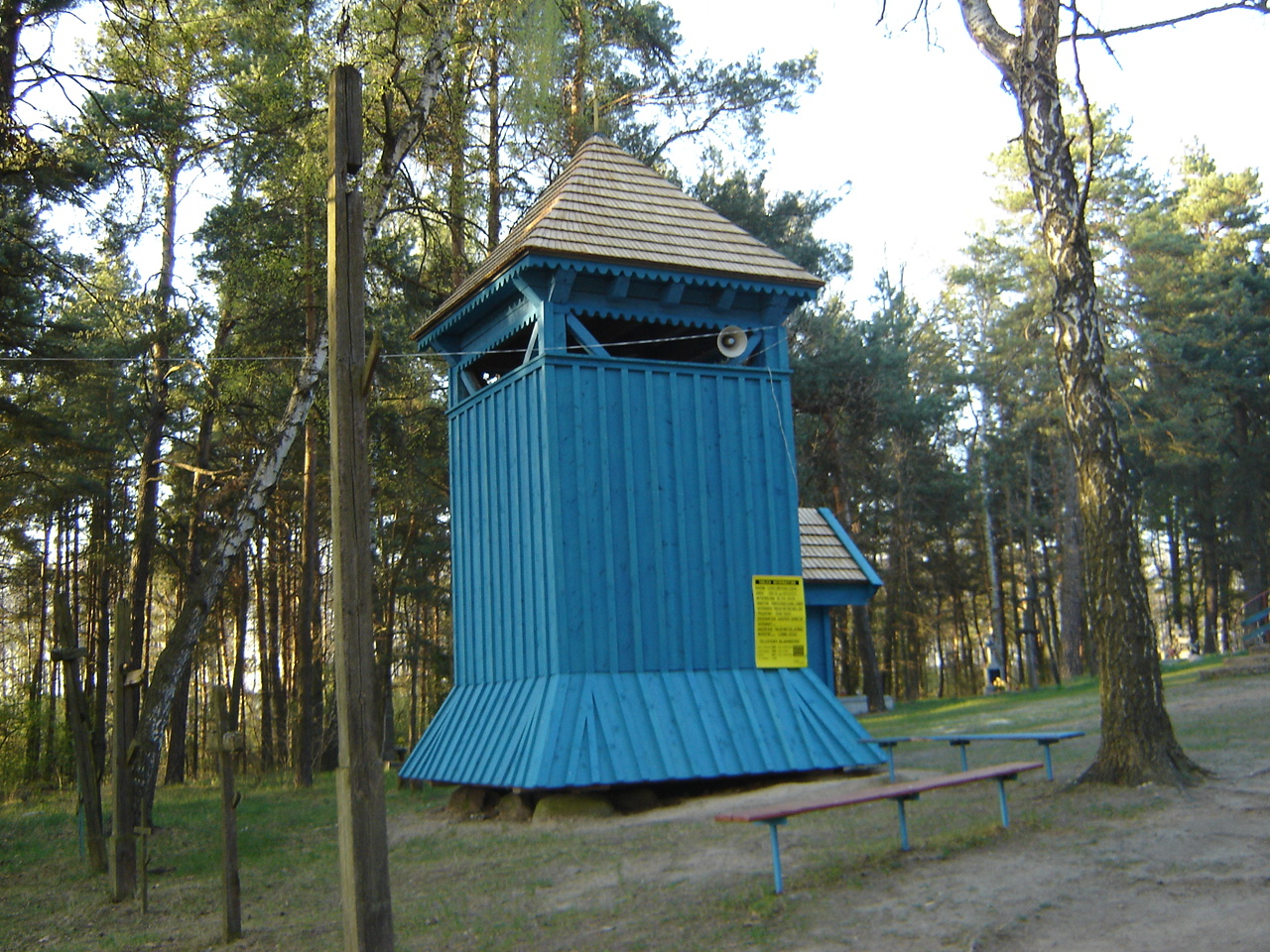
Dzwonnica